# (10452) Zuev
(10452) Zuev (1976 SQ7) – planetoida z grupy pasa głównego asteroid okrążająca Słońce w ciągu 3,41 lat w średniej odległości 2,26 j.a. Odkryta 25 września 1976 roku.